# François Pengam

François Pengam, alias "Fanchic" (16 février 1925, Landerneau - 27 juin 1944, Brest) est un résistant membre des FTP pendant la Seconde Guerre Mondiale. Arrêté par la Gestapo sur dénonciation et torturé, il sera fusillé le 27 mai 1944 à l'âge de 19 ans.
Vraisemblablement recruté par Jean Sizorn du "Groupe Lambert", Pengam prit part à diverses opérations de sabotage contre l'occupant, visant notamment des voies ferrées ou encore des pylônes électriques. Le 21 mai 1944, il est arrêté par le "Kommando de Landerneau" d'Herbert Schaad. Torturé par la Gestapo, il ne donnera pas les noms de ses camarades et prendra sur lui la responsabilité des actions de son groupe, ce qui lui vaudra une condamnation à mort. Pengam sera ainsi le seul, parmi la vingtaine des "Gars d'Arvor" arrêtés ce jour-là à être fusillé. Pengam aurait renoncé à entrer dans la clandestinité après avoir eu connaissance de l'arrestation de son père, seulement quelques heures avant sa propre arrestation, et, craignant des représailles sur ce dernier s'il prenait la fuite, il aurait accepté son sort. Son corps ne sera jamais retrouvé.

## La dénonciation
Édouard Leclerc, fondateur des magasins hypermarchés E.Leclerc et originaire de Landerneau, a été mis en cause dans cette affaire, et fut soupçonné d'avoir livré aux allemands des informations ayant mené à l'arrestation de François Pengam. Leclerc a même été emprisonné à la libération sur la base de ces soupçons de collaboration avec l'occupant. Il avait alors 18 ans. Il fut cependant relâché après avoir obtenu un certificat médical attestant qu'il était "irresponsable de ses actes". Certains ont affirmé qu'il s'agissait d'un certificat de complaisance. Ces accusations ont notamment refait surface alors qu'Édouard Leclerc recevait, en 2009, la Légion d'Honneur, et que la famille de François Pengam protestait contre cette récompense.
En effet, selon une enquête menée par le journaliste indépendant Bertrand Gobin, le jeune Édouard aurait fourni des renseignements à Herbert Schaad sur des habitants de Landerneau prenant part à des actions de résistance, et aurait même été désigné par Schaad lui-même, lors de son procès, comme l'un des dix-neuf membres français du "Kommando de Landerneau". Il aurait notamment donné à la Gestapo le nom de François Pengam père, entraînant du même coup l'arrestation du fils Pengam.
Il faut préciser qu'Édouard Leclerc a toujours nié catégoriquement avoir collaboré avec les Allemands. Il a prétendu que l'officier allemand Schaad avait certes tenté d'obtenir de lui des renseignements, mais qu'il l'avait trompé en ne lui donnant que des noms de personnes dont "tout [le] portait à croire qu'elles ne pouvaient avoir le moindre lien avec la Résistance", ce qui aurait été établi à la Libération.

## Hommages
En sa mémoire, un groupe de résistant portera son nom : la "Section Spéciale Franche Pengam", qui participera à la libération de Brest ; et une rue de Landerneau sera rebaptisée en son honneur.
Le 12 juillet 1945, François Pengam se voit attribuer la Croix de Guerre avec Étoile d'argent à titre posthume au titre de son courage exceptionnel et de son immense sacrifice. Le 4 juin 1946, il reçoit le grade de Caporal-chef des FFI à titre posthume. Le 28 février 1960, on lui décerne la Croix de Guerre avec Palme et la Médaille de la Résistance.